# مستقبلات تيروسين مفسفرة غير حفزية
مستقبلات التيروسين المفسفرة غير الحفزية (إن تي آر)، والتي تسمى أيضًا المستقبلات المناعية أو المستقبلات المعتمدة على الكيناز من عائلة إس آر سي، هي مجموعة من مستقبلات سطح الخلية التي يتم التعبير عنها بواسطة الكريات البيض، وتعتبر مهمة لهجرة الخلايا والتعرف على الخلايا أو البنى غير الطبيعية وبدء الاستجابة المناعية. لا تُصنف هذه المستقبلات عبر الغشائية ضمن عائلة إن تي آر بناءً على التماثل المتسلسل، وإنما لأنها تشترك معها في مسار تأشير يستخدم نفس طوابع التأشير. يبدأ شلال التأشير عندما تربط المستقبلات بربيطاتها الخاصة ما يؤدي إلى تنشيط الخلية. لكي يحدث ذلك، يجب أن تكون ثمالة التيروسين في الذيل السيتوبلازمي للمستقبلات مفسفرة، لذلك سميت مستقبلات التيروسين المفسفرة. سميت أيضًا المستقبلات غير الحفزية، لأنها لا تملك فعالية كيناز التيروسين ولا يمكنها فسفرة ثمالة التيروسين الخاصة بها. تتواسط عملية الفسفرة مجموعة إضافية من الكينازات. تشمل هذه العائلة من المستقبلات مستقبلات الخلايا تي.

## البنية
مستقبلات إن تي آر هن بروتينات سكرية عبر غشائية ذات نطاقات خارجية صغيرة يتراوح طولها بين 6-10 نانومتر. تحتوي هذه المستقبلات على نطاقات خارجية إما ذات نهاية أمينية أو ذات نهاية كربوكسيلية. تبدي أنماط النطاقات الخارجية تنوعًا عاليًا في التسلسل فيما بينها. تحتوي العديد من مستقبلات إن تي آر على مجال داخل خلوي غير منتظم البنية يحتوي على ثمالة التيروسين القابلة للفسفرة بواسطة كينازات التيروسين. مع ذلك، تفتقر بعض المستقبلات في هذه العائلة إلى الذيل السيتوبلازمي، فترتبط ببروتينات محولة تحتوي على نفس ثمالة التيروسين. ترتبط البروتينات المحولة بمستقبلات إن تي آر الخاصة بها من خلال لوالب غشائية تحمل ثمالات ذات شحنة معاكسة. لا تحتوي المجالات السيتوبلازمية على أي نشاط ذاتي لكيناز التيروسين.

## مسار التأشير

### الفيزياء الحيوية لارتباط مستقبل-ربيطة
يُحفز مسار التأشير لمستقبل إن تي آر عند الارتباط بالربيطة الخاصة به. تملك مستقبلات إن تي آر مجال خارجي قصير (5-10 نانومتر) وترتبط بربيطات مثبتة على السطح. لحدوث الارتباط، يجب أن يقترب غشاء الكرية البيضاء من السطح الذي يحتوي على الربيطة. بمجرد حدوث الارتباط، يمتد معقد المستقبل-الربيطة ليبلغ طوله 10-16 نانومتر. يمكن أن تكون النطاقات الخارجية للجزيئات السطحية الأخرى أكبر بكثير (حتى 50 نانومتر)، لذلك، يجب أن ينحني الغشاء نحو الربيطة، ما يؤدي إلى حدوث توتر داخل الغشاء. بالإضافة إلى ذلك، يمكن أن تؤثر قوى السحب الكبيرة على المعقد، وتغير معدلات تفككه.

### تحفيز المستقبل
يتضمن تحفيز مستقبل إن تي آر، وهي الخطوة الأولية لبدء مسار التأشير، فسفرة ثمالة التيروسين في المجال السيتوبلازمي للمستقبل أو البروتين المحول المرتبط به. بمجرد حدوث الفسفرة، تفعّل هذه الثمالة بروتينات تأشير أخرى. تحدث فسفرة ثمالة التيروسين بواسطة كينازات عائلة إس آر سي (إس إف كاي) المثبتة بالغشاء (مثل إل سي كاي وإف واي إن وإل واي إن وبي إل كاي)، بينما يتواسط فوسفاتاز مستقبل بروتين التيروسين (آر بّي تي بّي) (مثل سي دي 45 وسي دي 148) عملية نزع الفوسفات من نفس الثمالة. يكون إس إف كاي وآر بّي تي بّي نشطين بشكل أساسي. في حالة عدم وجود تحفيز، يسود نشاط الفوسفاتاز، ما يحافظ على مستقبلات إن تي آر في حالة غير مفسفرة، ويمنع بدء الإشارة. تبين أن تثبيط فوسفاتاز التيروسين يحفز الفسفرة في إن تي آر وبدء التأشير حتى بدون الارتباط بالربيطة. لذلك، يُفترض أن اضطراب توازن إس إف كاي وآر بّي تي بّي، الذي يسببه الارتباط بالربيطة والذي يؤدي إلى زيادة نشاط الكيناز ومن ثم تراكم ثمالة التيروسين المفسفر، ضروري لبدء التأشير.